# Sana
Sana (arab. ‏صنعاء‎, Ṣanʿāʾ) – stolica Jemenu, położona w zachodniej części kraju, w kotlinie na wysokości 2100–2300 m otoczonej wysokimi szczytami, siedziba administracyjna muhafazy Sana. W 2004 roku liczyła ok. 1,7 mln mieszkańców.
Sana jest zaliczana do najstarszych miast na świecie. Najwcześniejsze inskrypcje wspominające miasto datowane są na I wiek.
Charakteru stołecznego nabrała po uzyskaniu przez Jemen Północny niepodległości w roku 1918. Utraciła go w roku 1948 na rzecz Ta’izz. Od roku 1962 stolica Jemeńskiej Republiki Arabskiej. Po zjednoczeniu Jemenu w roku 1990 została stolicą Republiki Jemenu.

## Historia
Sana jest jednym z najstarszych miejsc zaludnionych na świecie. Według popularnej legendy została założona przez Sema, syna Noego. Była znana jako „Azal” w czasach starożytnych, odwołując się do Uzala, syna Joktana (arab. Qahtan) który był prawnukiem Sema. Jej obecna nazwa prawdopodobnie pochodzi od południowoarabskiego słowa „dobrze ufortyfikowany”. Arabski historyk Al-Hamdani napisał, że w Sanie została obmurowana przez Sabejczyków pod władzą Szar Autara który wybudował również Pałac Ghumdan w mieście. Ze względu na położenie, Sana służyła jako ośrodek miejski dla okolicznych plemion w tym regionie, jak i centrum handlu regionalnego w południowej Arabii. Była umieszczona na skrzyżowaniu dwóch ważnych szlaków handlowych łączących starożytny Marib na wschodzie do Morza Czerwonego na zachodzie.
Kiedy król Jusuf Asar (lub Zu Nuwas), ostatni z królów Himjarytów, był u władzy, Sana również była drugą stolicą Aksum.
Mamelucy przybyli do Jemenu w 1517 roku. W 1538 roku Jemen po raz pierwszy dostał się pod panowanie osmańskie, które trwało do 1635 roku. Sana stała się wówczas stolicą osmańskiego wilajetu. Ponownie była nią w czasie drugiego panowania osmańskiego w latach 1872–1918. W 1918 roku Sana została stolicą Imama Jahji, który rządził Jemenem Północnym. W 1948 roku stolicę przeniesiono do Ta’izzu. W 1962 roku, po rewolucji, która obaliła rządy imama, Sana stała się stolicą Republiki Jemenu. Stolicą zjednoczonego Jemenu stała się w 1990 roku.

## Stare Miasto
Stara część Sany jest zamieszkana od ponad 2,5 tys. lat. Tradycja głosi, iż pierwotnie osada została zbudowana na rozkaz Sema, jednego z synów Noego, i przez wieki znana była pod nazwą swojego założyciela jako Miasto Sema (Sam). Od IV wieku była stolicą państwa Himjarytów, W VII wieku została podbita przez Etiopczyków, a następnie przez Persów. Od VII wieku opanowana przez wojska muzułmańskie, a jej mieszkańcy przyjęli islam. W 1516 została podbita przez Imperium Osmańskie. Podczas walk religijnych w 1872 roku przeszła pod kontrolę imamów zajdyckich. W 1962 stolica Jemeńskiej Republiki Arabskiej, a od 1990 Republiki Jemeńskiej.
Miasto to jest otoczone starymi glinianymi murami o wysokości 6-9 metrów, w obrębie których znajduje się 106 meczetów, 12 łaźni oraz 6,5 tys. domów pochodzących sprzed XI w. Charakterystyczne dla starej zabudowy miasta są wielokondygnacyjne domy-wieże zamieszkiwane przez jedną wielopokoleniową rodzinę. Na parterze znajdują się sklepiki lub warsztaty oraz latryny, na pierwszym piętrze kuchnie oraz spiżarnie. Drugie piętro przeznaczone jest dla gości, trzecie i wyżej mieszczą sypialnie członków rodziny. Na samym szczycie natomiast znajduje się mafradż – pokój wypoczynkowy z widokiem na miasto oraz otwarty taras.
Wejścia do starego miasta strzeże sześć bram, z czego główna brama nazywana jest Bab al-Jamen (drzwi Jemenu) i datowana jest na VII wiek. Jedną z głównych atrakcji starego miasta jest Al-Dżami al-Kabir (Wielki Meczet), pochodzący z VIII wieku i będący wśród najstarszych na świecie. Sercem miasta jest natomiast bazar zwany Solnym Rynkiem (Suk al-Milh), pełen kramów i warsztatów rzemieślniczych.
W 1984 roku stare miasto Sany zostało wpisane na Listę Światowego Dziedzictwa UNESCO. Od tego czasu czynione są starania, aby konserwować historyczną zabudowę miasta.

## Klimat
Sanę cechuje bardzo rzadka, łagodna wersja pustynnego klimatu. Suma opadów w Sanie wynosi średnio około 200 mm. Jednak ze względu na dużą wysokość nad poziomem morza, temperatury są znacznie bardziej umiarkowane niż w wielu innych miast na Półwyspie Arabskim. W rzeczywistości, średnie temperatury pozostają stosunkowo niezmienne przez cały rok w Sanie, z najchłodniejszym miesiącem styczniem i najcieplejszym miesiącem lipcem. Miasto rzadko doświadcza skrajnych temperatur. Jednak na niektórych obszarach wokół miasta temperatura spada do około –9 lub –6 stopni Celsjusza w okresie zimowym. Przymrozki występują zwykle wcześnie rano zimą. Słońce ogrzewa miasto do 15 stopni C w czasie południa, ale temperatura spada drastycznie, wraz z zapadnięciem nocy. Sana otrzymuje połowę rocznych opadów w miesiącach lipcu i sierpniu. Opady deszczu są mocno zmienne w zależności od roku, przez kilka lat mogą wynosić 500–600 mm opadów na rok, podczas gdy w inne ledwo 150 mm. Wysokie temperatury zwiększyły się nieznacznie w okresie letnim w ciągu ostatnich kilku lat, także i niskie temperatury zimą drastycznie spadły w tym samym okresie.
| Miesiąc                          | Sty | Lut | Mar | Kwi  | Maj | Cze  | Lip  | Sie  | Wrz | Paź | Lis | Gru | Roczna |
| -------------------------------- | --- | --- | --- | ---- | --- | ---- | ---- | ---- | --- | --- | --- | --- | ------ |
| Średnie temperatury w dzień [°C] | 20  | 20  | 23  | 26   | 26  | 27   | 28   | 26   | 24  | 22  | 21  | 20  | 23     |
| Średnie temperatury w nocy [°C]  | 5   | 8   | 10  | 12   | 14  | 16   | 17   | 16   | 12  | 9   | 7   | 6   | 11     |
| Opady [mm]                       | 0   | 2   | 9.9 | 14.7 | 4.7 | 17.8 | 49.9 | 63.6 | 24  | 7.5 | 4.4 | 0   | 198,5  |
| Źródło: {{{accessdate}}}         |     |     |     |      |     |      |      |      |     |     |     |     |        |

## Demografia
| Rok  | Ludność |
| ---- | ------- |
| 1911 | 20 000  |
| 1921 | 23 000  |
| 1931 | 25 000  |
| 1940 | 80 000  |
| 1963 | 100 000 |
| 1965 | 110 000 |

| Rok  | Ludność   |
| ---- | --------- |
| 1975 | 134 600   |
| 1981 | 280 000   |
| 1986 | 427 505   |
| 1994 | 954 448   |
| 2001 | 1 590 624 |
| 2005 | 1 937 451 |

Sana jest najszybciej rozwijającą się stolicą na świecie, ze wzrostem o 7%, a dynamika narodu jako całości to 3,2%. Jeśli obecne tempo zostanie utrzymane ludność Sany podwoi się w ciągu dziesięciu lat. Większość tempa wzrostu wynika z migracji z obszarów wiejskich do miasta w poszukiwaniu pracy.

### Społeczność żydowska
Żydzi są obecni w Jemenie od czasów króla Salomona i tworzą tam jedną z najstarszych diaspor żydowskich. Po utworzeniu państwa Izrael 49 tys. (z około 51 tys.) jemeńskich Żydów powróciło do ojczyzny, z czego prawie 10 tys. pochodziło z Sany. Aż do czasu rebelii szyitów w muhafazie Sada w 2004 roku w mieście nie było w zasadzie żadnej ludności żydowskiej. Rebelianci Houti bezpośrednio zagrozili społeczności żydowskiej w roku 2007, co skłoniło rząd prezydenta Saleha do zaoferowania jej schronienia w Sanie. W 2010 roku w stolicy mieszkało pod ochroną rządu około 70 Żydów.

## Gospodarka
W stolicy Jemenu, 40% miejsc pracy w Sanie jest w sektorze publicznym. Inne główne źródła formalnego zatrudnienia w mieście to przemysł i handel. Jak wiele innych miast w krajach rozwijających się, Sana ma sektor nieformalny, który jest szacowany na 32% stanowiących pozarządowe zatrudnienie. Jednakże podczas gdy istnieje większa różnorodność miejsc pracy w Sanie, w porównaniu do innych miast w Jemenie, istnieje również większe ubóstwo i bezrobocie. Szacuje się, że 25% siły roboczej w Sanie jest bezrobotna.

## Transport
Sana ma lotnisko międzynarodowe.
Z miasta można dojechać autokarami do większości państw Półwyspu Arabskiego.
Wewnątrz miasta kursują autobusy zwane d’bab.

## Sport
W mieście znajduje się stadion Ali Muhesen, stadion narodowy reprezentacji Jemenu w piłce nożnej, i jest używany głównie do meczów piłki nożnej i krykieta. Stadion może pomieścić 25 tys. osób.
Mimo że Jemen był gospodarzem Pucharu Zatoki Perskiej w 2010, Sana nie było miastem gospodarzem.